# Coloane
L'isola di Coloane è la più grande delle due isole che appartengono alla regione amministrativa speciale di Macao. L'isola si trova a circa 5,6 km dalla penisola su cui sorge la città di Macao, a sud dell'isola di Taipa ed a est dell'isola di Hengqin, che appartiene al Guangdong.

## Geografia
Collegata a Taipa da un ponte di 2,2 km, la Estrada do Istmo, una bonifica ha fisicamente collegato le due isole ed una nuova città, chiamata Cotai, è stata costruita tra Taipa e Coloane, dove è stata realizzata la Cotai Strip e dove sono stati impiantati molti casinò ed altri ancora in fase di sviluppo.